# Куроедово (Ульяновская область)
Куроедово — село в Николаевском районе Ульяновской области России. Входит в состав Сухотерешанского сельского поселения.

## География
Село находится в юго-западной части Ульяновской области, в лесостепной зоне, в пределах Приволжской возвышенности, к югу от автотрассы М5, на расстоянии примерно 14 километров (по прямой) к юго-востоку от Николаевки, административного центра района. Абсолютная высота — 136 метров над уровнем моря.
Климат
Климат характеризуется как умеренно континентальный, с тёплым летом и умеренно холодной зимой. Среднегодовая температура воздуха — 10 °С. Средняя температура воздуха самого тёплого месяца (июля) — 19,2 °C (абсолютный максимум — 41 °C); самого холодного (января) — −13,3 °C (абсолютный минимум — −48 °C). Продолжительность безморозного периода составляет в среднем 202 дня. Среднегодовое количество атмосферных осадков составляет 455—530 мм, из которых большая часть выпадает в период с апреля по сентябрь. Снежный покров образуется в конце ноября и держится в течение 128 дней.
Часовой пояс
Село Куроедово, как и вся Ульяновская область, находится в часовой зоне МСК+1. Смещение применяемого времени относительно UTC составляет +4:00.

## История
15 апреля 1701 года, по речке Ардовати, были отведены земли Куроедову «со товарищи».
В 1740 году из Куроедово выделилось село Прасковьино.
В 1780 году было создано Симбирское наместничество и село Николаевское Куроедово тож, при ключе, помещичьих крестьян, черкас живущих своими дворами, в том же селе под названием Пороги помещичьих крестьян, перешло из Симбирского уезда в Канадейский уезд.
В 1793—1850 годах селом владел Иван Константинович Куроедов. Так же в эти же годы селом Куроедово и деревней Акуловкой владел Д. М. Нарышкин, часть земель по купчей перешла военному советнику Д. Ф. Смирнову, от него А. А. Голиховой. При селе Куроедово находились усадьбы и хутора Кузьминой, Рождествина, Ерофеевых и других местных землевладельцев.
В 1859 году село Куроедово (Порог), влево от дороги в г. Кузнецк и вправо от дороги в г. Симбирск, во 2-м стане Сызранского уезда Симбирская губерния.
В 1885 году прихожанами была построена новая деревянная Никольская церковь. Престолов в ней два: главный (холодный) — во имя Святителя и Чудотворца Николая и в приделе (тёплый) — во имя Архистратига Божьего Михаила.
В 1913 году в селе Куроедово (Пороги) было 67 дворов, 375 жителей, деревянная Николаевская церковь (сохранилась, но в 2014 г. сгорела), церковно-приходская школа (с 1894 года).
В 1930 году был организован колхоз им. Чапаева. В результате объединения в него вошли колхоз «Пролетарский борец» (д. Акуловка, ныне не существует) и колхоз им. Ворошилова (д. Варваровка).
В 1969 году в колхозе был построен машинный двор, гараж  на 5 автомашин, столовая, проведён водопровод. В 1971 году началось строительство животноводческого комплекса.
В 1988 году колхоз переходит на коллективный подряд, а с 1 марта 1989 года — на полный хозрасчёт.
В феврале 1992 года было принято решение о реорганизации колхоза в кооператив. С 1993 года колхоз им. Чапаева становится кооперативным хозяйством.
13 апреля 2014 г. здание храма сгорело.

## Население
| 2010 |
| ---- |
| 365  |

Национальный состав
Согласно результатам переписи 2002 года, в национальной структуре населения русские составляли 71 % из 388 чел.
- 13 декабря 1868 года в селе родился Керенский, Владимир Александрович — историк церкви и богослов, специалист в области сравнительного богословия; доктор богословия, профессор Казанской духовной академии и Казанского университета. Двоюродный брат А. Ф. Керенского.

## Достопримечательности
- 9 мая 1973 года в селе открыт памятник погибшим землякам.